# Strada M04
La strada M04 (in ucraino Автошлях M04?, Avtošljak M04) era un'autostrada internazionale ucraina che collegava Znam"janka, nell'oblast di Kirovohrad al confine russo. Oltre confine proseguiva come A260.

## Descrizione
In epoca sovietica l'M04 faceva parte dell'M21. L'autostrada attraversava quattro oblast' e terminava al valico di frontiera Izvaryne, nel territorio della città di Krasnodon, nell'oblast' di Luhans'k. Il tratto compreso tra Znam"janka e Debal'ceve faceva parte della strada europea E50, mentre quello Debal'ceve-confine russo faceva parte della strada europea E40. Il 28 aprile 2021, l'M04 è stata dismessa e fusa con l'M12 per formare la nuova M30.
Nell'Ucraina orientale si sono verificati significativi conflitti armati lungo e vicino alla M04 negli oblast' di Donec'k e Luhans'k durante la guerra del Donbass.